# Tropicale Amissa Bongo 2019
La 22e édition du Tropicale Amissa Bongo a lieu du 21 au 27 janvier 2019 au Gabon et en Guinée équatoriale. L'épreuve commence à Bongoville et se termine à Libreville. Le parcours comprend sept étapes sur une distance totale de 860 kilomètres.
La course fait partie du calendrier UCI Africa Tour 2019 en catégorie 2.1.

## Présentation

### Parcours
Le Tropicale Amissa Bongo compte sept étapes pour un parcours total de 860 kilomètres.

### Équipes
Quinze équipes participent à la course - quatre équipes continentales professionnelles, une équipe continentale et dix équipes nationales :
| Équipes continentales professionnelles (4)- Direct Énergie - Arkéa-Samsic - Vital Concept-B&B Hotels - Androni Giocattoli-Sidermec Équipe continentale- ProTouch Équipes nationales (10)- Algérie - Burkina Faso - Cameroun - Côte d'Ivoire - Érythrée - Éthiopie - Gabon - Maroc - Rwanda - Maurice |
| |

## Étapes
| Étape     | Date     | Villes étapes         | type            | Distance (km) | Vainqueur d'étape | Leader du classement général |
| --------- | -------- | --------------------- | --------------- | ------------- | ----------------- | ---------------------------- |
| 1re étape | 21 janv. | Bongoville – Moanda   | étape vallonnée | 100           | Niccolò Bonifazio | Niccolò Bonifazio            |
| 2e étape  | 22 janv. | Franceville – Okondja | étape de plaine | 170           | Niccolò Bonifazio | Niccolò Bonifazio            |
| 3e étape  | 23 janv. | Lékoni – Franceville  | étape de plaine | 100           | Biniam Girmay     | Niccolò Bonifazio            |
| 4e étape  | 24 janv. | Mitzic – Oyem         | étape de plaine | 120           | Lorrenzo Manzin   | Niccolò Bonifazio            |
| 5e étape  | 25 janv. | Bitam – Mongomo       | étape de plaine | 120           | Niccolò Bonifazio | Niccolò Bonifazio            |
| 6e étape  | 26 janv. | Bitam – Oyem          | étape de plaine | 110           | André Greipel     | Niccolò Bonifazio            |
| 7e étape  | 27 janv. | Nkok – Libreville     | étape de plaine | 140           | Lorrenzo Manzin   | Niccolò Bonifazio            |

## Déroulement de la course

### 1reétape
| \| Classement de l'étape \| Classement de l'étape \| Classement de l'étape \| Classement de l'étape \| Classement de l'étape \| \| Coureur \| Coureur \| Pays \| Équipe \| Temps \| \| --------------------- \| --------------------- \| --------------------- \| --------------------------- \| --------------------- \| \| 1er \| Niccolò Bonifazio \| Italie \| Direct Énergie \| 2 h 43 min 23 s \| \| 2e \| Lorrenzo Manzin \| France \| Vital Concept-B&B Hotels \| + 0 s \| \| 3e \| André Greipel \| Allemagne \| Arkéa-Samsic \| + 0 s \| \| 4e \| Youcef Reguigui \| Algérie \| Algérie \| + 0 s \| \| 5e \| Henok Mulubrhan \| Érythrée \| Érythrée \| + 0 s \| \| 6e \| Alexandre Pichot \| France \| Direct Énergie \| + 0 s \| \| 7e \| Rohan du Plooy \| Afrique du Sud \| ProTouch \| + 0 s \| \| 8e \| Andrea Vendrame \| Italie \| Androni Giocattoli-Sidermec \| + 0 s \| \| 9e \| Abderrahmane Hamza \| Algérie \| Algérie \| + 0 s \| \| 10e \| Sirak Tesfom \| Érythrée \| Érythrée \| + 0 s \| |                    |                |                             |                 |
| |                    |                |                             |                 |
| |                    |                |                             |                 |
| Classement de l'étape |                    |                |                             |                 |
| Coureur | Coureur            | Pays           | Équipe                      | Temps           |
| 1er | Niccolò Bonifazio  | Italie         | Direct Énergie              | 2 h 43 min 23 s |
| 2e | Lorrenzo Manzin    | France         | Vital Concept-B&B Hotels    | + 0 s           |
| 3e | André Greipel      | Allemagne      | Arkéa-Samsic                | + 0 s           |
| 4e | Youcef Reguigui    | Algérie        | Algérie                     | + 0 s           |
| 5e | Henok Mulubrhan    | Érythrée       | Érythrée                    | + 0 s           |
| 6e | Alexandre Pichot   | France         | Direct Énergie              | + 0 s           |
| 7e | Rohan du Plooy     | Afrique du Sud | ProTouch                    | + 0 s           |
| 8e | Andrea Vendrame    | Italie         | Androni Giocattoli-Sidermec | + 0 s           |
| 9e | Abderrahmane Hamza | Algérie        | Algérie                     | + 0 s           |
| 10e | Sirak Tesfom       | Érythrée       | Érythrée                    | + 0 s           |

| \| Classement général \| Classement général \| Classement général \| Classement général \| Classement général \| \| Coureur \| Coureur \| Pays \| Équipe \| Temps \| \| ------------------ \| ------------------ \| ------------------ \| --------------------------- \| ------------------ \| \| 1er \| Niccolò Bonifazio \| Italie \| Direct Énergie \| 2 h 43 min 13 s \| \| 2e \| Sirak Tesfom \| Érythrée \| Érythrée \| + 2 s \| \| 3e \| Didier Munyaneza \| Rwanda \| Rwanda \| + 3 s \| \| 4e \| Lorrenzo Manzin \| France \| Vital Concept-B&B Hotels \| + 4 s \| \| 5e \| André Greipel \| Allemagne \| Arkéa-Samsic \| + 6 s \| \| 6e \| Youcef Reguigui \| Algérie \| Algérie \| + 10 s \| \| 7e \| Henok Mulubrhan \| Érythrée \| Érythrée \| + 10 s \| \| 8e \| Alexandre Pichot \| France \| Direct Énergie \| + 10 s \| \| 9e \| Rohan du Plooy \| Afrique du Sud \| ProTouch \| + 10 s \| \| 10e \| Andrea Vendrame \| Italie \| Androni Giocattoli-Sidermec \| + 10 s \| |                   |                |                             |                 |
| |                   |                |                             |                 |
| |                   |                |                             |                 |
| Classement général |                   |                |                             |                 |
| Coureur | Coureur           | Pays           | Équipe                      | Temps           |
| 1er | Niccolò Bonifazio | Italie         | Direct Énergie              | 2 h 43 min 13 s |
| 2e | Sirak Tesfom      | Érythrée       | Érythrée                    | + 2 s           |
| 3e | Didier Munyaneza  | Rwanda         | Rwanda                      | + 3 s           |
| 4e | Lorrenzo Manzin   | France         | Vital Concept-B&B Hotels    | + 4 s           |
| 5e | André Greipel     | Allemagne      | Arkéa-Samsic                | + 6 s           |
| 6e | Youcef Reguigui   | Algérie        | Algérie                     | + 10 s          |
| 7e | Henok Mulubrhan   | Érythrée       | Érythrée                    | + 10 s          |
| 8e | Alexandre Pichot  | France         | Direct Énergie              | + 10 s          |
| 9e | Rohan du Plooy    | Afrique du Sud | ProTouch                    | + 10 s          |
| 10e | Andrea Vendrame   | Italie         | Androni Giocattoli-Sidermec | + 10 s          |

### 2eétape
| \| Classement de l'étape \| Classement de l'étape \| Classement de l'étape \| Classement de l'étape \| Classement de l'étape \| \| Coureur \| Coureur \| Pays \| Équipe \| Temps \| \| --------------------- \| ----------------------- \| --------------------- \| --------------------------- \| --------------------- \| \| 1er \| Niccolò Bonifazio \| Italie \| Direct Énergie \| 4 h 04 min 23 s \| \| 2e \| André Greipel \| Allemagne \| Arkéa-Samsic \| + 0 s \| \| 3e \| Bonaventure Uwizeyimana \| Rwanda \| Rwanda \| + 0 s \| \| 4e \| Andrea Vendrame \| Italie \| Androni Giocattoli-Sidermec \| + 0 s \| \| 5e \| Fiseha Gebremariam \| Éthiopie \| Éthiopie \| + 0 s \| \| 6e \| Youcef Reguigui \| Algérie \| Algérie \| + 0 s \| \| 7e \| Metkel Eyob \| Érythrée \| Érythrée \| + 0 s \| \| 8e \| Redwan Ebrahim \| Éthiopie \| Éthiopie \| + 0 s \| \| 9e \| Alexandre Mayer \| Maurice \| Maurice \| + 0 s \| \| 10e \| Lahcen Sabbehi \| Maroc \| Maroc \| + 0 s \| |                         |           |                             |                 |
| |                         |           |                             |                 |
| |                         |           |                             |                 |
| Classement de l'étape |                         |           |                             |                 |
| Coureur | Coureur                 | Pays      | Équipe                      | Temps           |
| 1er | Niccolò Bonifazio       | Italie    | Direct Énergie              | 4 h 04 min 23 s |
| 2e | André Greipel           | Allemagne | Arkéa-Samsic                | + 0 s           |
| 3e | Bonaventure Uwizeyimana | Rwanda    | Rwanda                      | + 0 s           |
| 4e | Andrea Vendrame         | Italie    | Androni Giocattoli-Sidermec | + 0 s           |
| 5e | Fiseha Gebremariam      | Éthiopie  | Éthiopie                    | + 0 s           |
| 6e | Youcef Reguigui         | Algérie   | Algérie                     | + 0 s           |
| 7e | Metkel Eyob             | Érythrée  | Érythrée                    | + 0 s           |
| 8e | Redwan Ebrahim          | Éthiopie  | Éthiopie                    | + 0 s           |
| 9e | Alexandre Mayer         | Maurice   | Maurice                     | + 0 s           |
| 10e | Lahcen Sabbehi          | Maroc     | Maroc                       | + 0 s           |

| \| Classement général \| Classement général \| Classement général \| Classement général \| Classement général \| \| Coureur \| Coureur \| Pays \| Équipe \| Temps \| \| ------------------ \| ----------------------- \| ------------------ \| ------------------------ \| ------------------ \| \| 1er \| Niccolò Bonifazio \| Italie \| Direct Énergie \| 6 h 47 min 26 s \| \| 2e \| Sirak Tesfom \| Érythrée \| Érythrée \| + 9 s \| \| 3e \| André Greipel \| Allemagne \| Arkéa-Samsic \| + 10 s \| \| 4e \| Didier Munyaneza \| Rwanda \| Rwanda \| + 13 s \| \| 5e \| Lorrenzo Manzin \| France \| Vital Concept-B&B Hotels \| + 14 s \| \| 6e \| Bonaventure Uwizeyimana \| Rwanda \| Rwanda \| + 16 s \| \| 7e \| Daniel Teklehaimanot \| Érythrée \| Érythrée \| + 17 s \| \| 8e \| Rohan du Plooy \| Afrique du Sud \| ProTouch \| + 18 s \| \| 9e \| Adrien Petit \| France \| Direct Énergie \| + 19 s \| \| 10e \| Youcef Reguigui \| Algérie \| Algérie \| + 20 s \| |                         |                |                          |                 |
| |                         |                |                          |                 |
| |                         |                |                          |                 |
| Classement général |                         |                |                          |                 |
| Coureur | Coureur                 | Pays           | Équipe                   | Temps           |
| 1er | Niccolò Bonifazio       | Italie         | Direct Énergie           | 6 h 47 min 26 s |
| 2e | Sirak Tesfom            | Érythrée       | Érythrée                 | + 9 s           |
| 3e | André Greipel           | Allemagne      | Arkéa-Samsic             | + 10 s          |
| 4e | Didier Munyaneza        | Rwanda         | Rwanda                   | + 13 s          |
| 5e | Lorrenzo Manzin         | France         | Vital Concept-B&B Hotels | + 14 s          |
| 6e | Bonaventure Uwizeyimana | Rwanda         | Rwanda                   | + 16 s          |
| 7e | Daniel Teklehaimanot    | Érythrée       | Érythrée                 | + 17 s          |
| 8e | Rohan du Plooy          | Afrique du Sud | ProTouch                 | + 18 s          |
| 9e | Adrien Petit            | France         | Direct Énergie           | + 19 s          |
| 10e | Youcef Reguigui         | Algérie        | Algérie                  | + 20 s          |

### 3eétape
| \| Classement de l'étape \| Classement de l'étape \| Classement de l'étape \| Classement de l'étape \| Classement de l'étape \| \| Coureur \| Coureur \| Pays \| Équipe \| Temps \| \| --------------------- \| --------------------- \| --------------------- \| --------------------------- \| --------------------- \| \| 1er \| Biniam Girmay \| Érythrée \| Érythrée \| 2 h 35 min 09 s \| \| 2e \| Youcef Reguigui \| Algérie \| Algérie \| + 0 s \| \| 3e \| Niccolò Bonifazio \| Italie \| Direct Énergie \| + 0 s \| \| 4e \| Lorrenzo Manzin \| France \| Vital Concept-B&B Hotels \| + 0 s \| \| 5e \| André Greipel \| Allemagne \| Arkéa-Samsic \| + 0 s \| \| 6e \| Andrea Vendrame \| Italie \| Androni Giocattoli-Sidermec \| + 0 s \| \| 7e \| Rohan du Plooy \| Afrique du Sud \| ProTouch \| + 0 s \| \| 8e \| Henok Mulubrhan \| Érythrée \| Érythrée \| + 0 s \| \| 9e \| Alessandro Bisolti \| Italie \| Androni Giocattoli-Sidermec \| + 0 s \| \| 10e \| Issiaka Cissé \| Côte d'Ivoire \| Côte d'Ivoire \| + 0 s \| |                    |                |                             |                 |
| |                    |                |                             |                 |
| |                    |                |                             |                 |
| Classement de l'étape |                    |                |                             |                 |
| Coureur | Coureur            | Pays           | Équipe                      | Temps           |
| 1er | Biniam Girmay      | Érythrée       | Érythrée                    | 2 h 35 min 09 s |
| 2e | Youcef Reguigui    | Algérie        | Algérie                     | + 0 s           |
| 3e | Niccolò Bonifazio  | Italie         | Direct Énergie              | + 0 s           |
| 4e | Lorrenzo Manzin    | France         | Vital Concept-B&B Hotels    | + 0 s           |
| 5e | André Greipel      | Allemagne      | Arkéa-Samsic                | + 0 s           |
| 6e | Andrea Vendrame    | Italie         | Androni Giocattoli-Sidermec | + 0 s           |
| 7e | Rohan du Plooy     | Afrique du Sud | ProTouch                    | + 0 s           |
| 8e | Henok Mulubrhan    | Érythrée       | Érythrée                    | + 0 s           |
| 9e | Alessandro Bisolti | Italie         | Androni Giocattoli-Sidermec | + 0 s           |
| 10e | Issiaka Cissé      | Côte d'Ivoire  | Côte d'Ivoire               | + 0 s           |

| \| Classement général \| Classement général \| Classement général \| Classement général \| Classement général \| \| Coureur \| Coureur \| Pays \| Équipe \| Temps \| \| ------------------ \| -------------------- \| ------------------ \| ------------------------ \| ------------------ \| \| 1er \| Niccolò Bonifazio \| Italie \| Direct Énergie \| \| \| 2e \| Sirak Tesfom \| Érythrée \| Érythrée \| + 13 s \| \| 3e \| André Greipel \| Allemagne \| Arkéa-Samsic \| + 14 s \| \| 4e \| Youcef Reguigui \| Algérie \| Algérie \| + 17 s \| \| 5e \| Didier Munyaneza \| Rwanda \| Rwanda \| + 17 s \| \| 6e \| Lorrenzo Manzin \| France \| Vital Concept-B&B Hotels \| + 18 s \| \| 7e \| Metkel Eyob \| Érythrée \| Érythrée \| + 19 s \| \| 8e \| Henok Mulubrhan \| Érythrée \| Érythrée \| + 21 s \| \| 9e \| Daniel Teklehaimanot \| Érythrée \| Érythrée \| + 21 s \| \| 10e \| Rohan du Plooy \| Afrique du Sud \| ProTouch \| + 22 s \| |                      |                |                          |        |
| |                      |                |                          |        |
| |                      |                |                          |        |
| Classement général |                      |                |                          |        |
| Coureur | Coureur              | Pays           | Équipe                   | Temps  |
| 1er | Niccolò Bonifazio    | Italie         | Direct Énergie           |        |
| 2e | Sirak Tesfom         | Érythrée       | Érythrée                 | + 13 s |
| 3e | André Greipel        | Allemagne      | Arkéa-Samsic             | + 14 s |
| 4e | Youcef Reguigui      | Algérie        | Algérie                  | + 17 s |
| 5e | Didier Munyaneza     | Rwanda         | Rwanda                   | + 17 s |
| 6e | Lorrenzo Manzin      | France         | Vital Concept-B&B Hotels | + 18 s |
| 7e | Metkel Eyob          | Érythrée       | Érythrée                 | + 19 s |
| 8e | Henok Mulubrhan      | Érythrée       | Érythrée                 | + 21 s |
| 9e | Daniel Teklehaimanot | Érythrée       | Érythrée                 | + 21 s |
| 10e | Rohan du Plooy       | Afrique du Sud | ProTouch                 | + 22 s |

### 4eétape
| \| Classement de l'étape \| Classement de l'étape \| Classement de l'étape \| Classement de l'étape \| Classement de l'étape \| \| Coureur \| Coureur \| Pays \| Équipe \| Temps \| \| --------------------- \| ----------------------- \| --------------------- \| --------------------------- \| --------------------- \| \| 1er \| Lorrenzo Manzin \| France \| Vital Concept-B&B Hotels \| 2 h 35 min 24 s \| \| 2e \| Niccolò Bonifazio \| Italie \| Direct Énergie \| + 0 s \| \| 3e \| Matteo Pelucchi \| Italie \| Androni Giocattoli-Sidermec \| + 0 s \| \| 4e \| André Greipel \| Allemagne \| Arkéa-Samsic \| + 0 s \| \| 5e \| Youcef Reguigui \| Algérie \| Algérie \| + 0 s \| \| 6e \| Andrea Vendrame \| Italie \| Androni Giocattoli-Sidermec \| + 0 s \| \| 7e \| Henok Mulubrhan \| Érythrée \| Érythrée \| + 0 s \| \| 8e \| Metkel Eyob \| Érythrée \| Érythrée \| + 0 s \| \| 9e \| Bonaventure Uwizeyimana \| Rwanda \| Rwanda \| + 0 s \| \| 10e \| Rohan du Plooy \| Afrique du Sud \| ProTouch \| + 0 s \| |                         |                |                             |                 |
| |                         |                |                             |                 |
| |                         |                |                             |                 |
| Classement de l'étape |                         |                |                             |                 |
| Coureur | Coureur                 | Pays           | Équipe                      | Temps           |
| 1er | Lorrenzo Manzin         | France         | Vital Concept-B&B Hotels    | 2 h 35 min 24 s |
| 2e | Niccolò Bonifazio       | Italie         | Direct Énergie              | + 0 s           |
| 3e | Matteo Pelucchi         | Italie         | Androni Giocattoli-Sidermec | + 0 s           |
| 4e | André Greipel           | Allemagne      | Arkéa-Samsic                | + 0 s           |
| 5e | Youcef Reguigui         | Algérie        | Algérie                     | + 0 s           |
| 6e | Andrea Vendrame         | Italie         | Androni Giocattoli-Sidermec | + 0 s           |
| 7e | Henok Mulubrhan         | Érythrée       | Érythrée                    | + 0 s           |
| 8e | Metkel Eyob             | Érythrée       | Érythrée                    | + 0 s           |
| 9e | Bonaventure Uwizeyimana | Rwanda         | Rwanda                      | + 0 s           |
| 10e | Rohan du Plooy          | Afrique du Sud | ProTouch                    | + 0 s           |

| \| Classement général \| Classement général \| Classement général \| Classement général \| Classement général \| \| Coureur \| Coureur \| Pays \| Équipe \| Temps \| \| ------------------ \| -------------------- \| ------------------ \| ------------------------ \| ------------------ \| \| 1er \| Niccolò Bonifazio \| Italie \| Direct Énergie \| 11 h 57 min 49 s \| \| 2e \| Lorrenzo Manzin \| France \| Vital Concept-B&B Hotels \| + 14 s \| \| 3e \| Sirak Tesfom \| Érythrée \| Érythrée \| + 16 s \| \| 4e \| André Greipel \| Allemagne \| Arkéa-Samsic \| + 20 s \| \| 5e \| Youcef Reguigui \| Algérie \| Algérie \| + 23 s \| \| 6e \| Didier Munyaneza \| Rwanda \| Rwanda \| + 23 s \| \| 7e \| Daniel Teklehaimanot \| Érythrée \| Érythrée \| + 24 s \| \| 8e \| Metkel Eyob \| Érythrée \| Érythrée \| + 25 s \| \| 9e \| Henok Mulubrhan \| Érythrée \| Érythrée \| + 27 s \| \| 10e \| Rohan du Plooy \| Afrique du Sud \| ProTouch \| + 28 s \| |                      |                |                          |                  |
| |                      |                |                          |                  |
| |                      |                |                          |                  |
| Classement général |                      |                |                          |                  |
| Coureur | Coureur              | Pays           | Équipe                   | Temps            |
| 1er | Niccolò Bonifazio    | Italie         | Direct Énergie           | 11 h 57 min 49 s |
| 2e | Lorrenzo Manzin      | France         | Vital Concept-B&B Hotels | + 14 s           |
| 3e | Sirak Tesfom         | Érythrée       | Érythrée                 | + 16 s           |
| 4e | André Greipel        | Allemagne      | Arkéa-Samsic             | + 20 s           |
| 5e | Youcef Reguigui      | Algérie        | Algérie                  | + 23 s           |
| 6e | Didier Munyaneza     | Rwanda         | Rwanda                   | + 23 s           |
| 7e | Daniel Teklehaimanot | Érythrée       | Érythrée                 | + 24 s           |
| 8e | Metkel Eyob          | Érythrée       | Érythrée                 | + 25 s           |
| 9e | Henok Mulubrhan      | Érythrée       | Érythrée                 | + 27 s           |
| 10e | Rohan du Plooy       | Afrique du Sud | ProTouch                 | + 28 s           |

### 5eétape
| \| Classement de l'étape \| Classement de l'étape \| Classement de l'étape \| Classement de l'étape \| Classement de l'étape \| \| Coureur \| Coureur \| Pays \| Équipe \| Temps \| \| --------------------- \| --------------------- \| --------------------- \| --------------------------- \| --------------------- \| \| 1er \| Niccolò Bonifazio \| Italie \| Direct Énergie \| 3 h 04 min 52 s \| \| 2e \| Youcef Reguigui \| Algérie \| Algérie \| + 0 s \| \| 3e \| Lorrenzo Manzin \| France \| Vital Concept-B&B Hotels \| + 0 s \| \| 4e \| Matteo Pelucchi \| Italie \| Androni Giocattoli-Sidermec \| + 0 s \| \| 5e \| Biniam Girmay \| Érythrée \| Érythrée \| + 0 s \| \| 6e \| André Greipel \| Allemagne \| Arkéa-Samsic \| + 0 s \| \| 7e \| Rohan du Plooy \| Afrique du Sud \| ProTouch \| + 0 s \| \| 8e \| Henok Mulubrhan \| Érythrée \| Érythrée \| + 0 s \| \| 9e \| Andrea Vendrame \| Italie \| Androni Giocattoli-Sidermec \| + 0 s \| \| 10e \| Alexandre Mayer \| Maurice \| Maurice \| + 0 s \| |                   |                |                             |                 |
| |                   |                |                             |                 |
| |                   |                |                             |                 |
| Classement de l'étape |                   |                |                             |                 |
| Coureur | Coureur           | Pays           | Équipe                      | Temps           |
| 1er | Niccolò Bonifazio | Italie         | Direct Énergie              | 3 h 04 min 52 s |
| 2e | Youcef Reguigui   | Algérie        | Algérie                     | + 0 s           |
| 3e | Lorrenzo Manzin   | France         | Vital Concept-B&B Hotels    | + 0 s           |
| 4e | Matteo Pelucchi   | Italie         | Androni Giocattoli-Sidermec | + 0 s           |
| 5e | Biniam Girmay     | Érythrée       | Érythrée                    | + 0 s           |
| 6e | André Greipel     | Allemagne      | Arkéa-Samsic                | + 0 s           |
| 7e | Rohan du Plooy    | Afrique du Sud | ProTouch                    | + 0 s           |
| 8e | Henok Mulubrhan   | Érythrée       | Érythrée                    | + 0 s           |
| 9e | Andrea Vendrame   | Italie         | Androni Giocattoli-Sidermec | + 0 s           |
| 10e | Alexandre Mayer   | Maurice        | Maurice                     | + 0 s           |

| \| Classement général \| Classement général \| Classement général \| Classement général \| Classement général \| \| Coureur \| Coureur \| Pays \| Équipe \| Temps \| \| ------------------ \| -------------------- \| ------------------ \| ------------------------ \| ------------------ \| \| 1er \| Niccolò Bonifazio \| Italie \| Direct Énergie \| 15 h 02 min 30 s \| \| 2e \| Lorrenzo Manzin \| France \| Vital Concept-B&B Hotels \| + 20 s \| \| 3e \| Sirak Tesfom \| Érythrée \| Érythrée \| + 26 s \| \| 4e \| Youcef Reguigui \| Algérie \| Algérie \| + 27 s \| \| 5e \| Metkel Eyob \| Érythrée \| Érythrée \| + 28 s \| \| 6e \| André Greipel \| Allemagne \| Arkéa-Samsic \| + 30 s \| \| 7e \| Didier Munyaneza \| Rwanda \| Rwanda \| + 33 s \| \| 8e \| Daniel Teklehaimanot \| Érythrée \| Érythrée \| + 34 s \| \| 9e \| Henok Mulubrhan \| Érythrée \| Érythrée \| + 37 s \| \| 10e \| Rohan du Plooy \| Afrique du Sud \| ProTouch \| + 38 s \| |                      |                |                          |                  |
| |                      |                |                          |                  |
| |                      |                |                          |                  |
| Classement général |                      |                |                          |                  |
| Coureur | Coureur              | Pays           | Équipe                   | Temps            |
| 1er | Niccolò Bonifazio    | Italie         | Direct Énergie           | 15 h 02 min 30 s |
| 2e | Lorrenzo Manzin      | France         | Vital Concept-B&B Hotels | + 20 s           |
| 3e | Sirak Tesfom         | Érythrée       | Érythrée                 | + 26 s           |
| 4e | Youcef Reguigui      | Algérie        | Algérie                  | + 27 s           |
| 5e | Metkel Eyob          | Érythrée       | Érythrée                 | + 28 s           |
| 6e | André Greipel        | Allemagne      | Arkéa-Samsic             | + 30 s           |
| 7e | Didier Munyaneza     | Rwanda         | Rwanda                   | + 33 s           |
| 8e | Daniel Teklehaimanot | Érythrée       | Érythrée                 | + 34 s           |
| 9e | Henok Mulubrhan      | Érythrée       | Érythrée                 | + 37 s           |
| 10e | Rohan du Plooy       | Afrique du Sud | ProTouch                 | + 38 s           |

### 6eétape
| \| Classement de l'étape \| Classement de l'étape \| Classement de l'étape \| Classement de l'étape \| Classement de l'étape \| \| Coureur \| Coureur \| Pays \| Équipe \| Temps \| \| --------------------- \| --------------------- \| --------------------- \| --------------------------- \| --------------------- \| \| 1er \| André Greipel \| Allemagne \| Arkéa-Samsic \| 2 h 30 min 54 s \| \| 2e \| Youcef Reguigui \| Algérie \| Algérie \| + 0 s \| \| 3e \| Lorrenzo Manzin \| France \| Vital Concept-B&B Hotels \| + 0 s \| \| 4e \| Matteo Pelucchi \| Italie \| Androni Giocattoli-Sidermec \| + 0 s \| \| 5e \| Biniam Girmay \| Érythrée \| Érythrée \| + 0 s \| \| 6e \| Maxime Cam \| France \| Vital Concept-B&B Hotels \| + 0 s \| \| 7e \| Niccolò Bonifazio \| Italie \| Direct Énergie \| + 0 s \| \| 8e \| Redwan Ebrahim \| Éthiopie \| Éthiopie \| + 0 s \| \| 9e \| Andrea Vendrame \| Italie \| Androni Giocattoli-Sidermec \| + 0 s \| \| 10e \| Daniel Teklehaimanot \| Érythrée \| Érythrée \| + 0 s \| |                      |           |                             |                 |
| |                      |           |                             |                 |
| |                      |           |                             |                 |
| Classement de l'étape |                      |           |                             |                 |
| Coureur | Coureur              | Pays      | Équipe                      | Temps           |
| 1er | André Greipel        | Allemagne | Arkéa-Samsic                | 2 h 30 min 54 s |
| 2e | Youcef Reguigui      | Algérie   | Algérie                     | + 0 s           |
| 3e | Lorrenzo Manzin      | France    | Vital Concept-B&B Hotels    | + 0 s           |
| 4e | Matteo Pelucchi      | Italie    | Androni Giocattoli-Sidermec | + 0 s           |
| 5e | Biniam Girmay        | Érythrée  | Érythrée                    | + 0 s           |
| 6e | Maxime Cam           | France    | Vital Concept-B&B Hotels    | + 0 s           |
| 7e | Niccolò Bonifazio    | Italie    | Direct Énergie              | + 0 s           |
| 8e | Redwan Ebrahim       | Éthiopie  | Éthiopie                    | + 0 s           |
| 9e | Andrea Vendrame      | Italie    | Androni Giocattoli-Sidermec | + 0 s           |
| 10e | Daniel Teklehaimanot | Érythrée  | Érythrée                    | + 0 s           |

| \| Classement général \| Classement général \| Classement général \| Classement général \| Classement général \| \| Coureur \| Coureur \| Pays \| Équipe \| Temps \| \| ------------------ \| -------------------- \| ------------------ \| ------------------------ \| ------------------ \| \| 1er \| Niccolò Bonifazio \| Italie \| Direct Énergie \| 17 h 33 min 24 s \| \| 2e \| Lorrenzo Manzin \| France \| Vital Concept-B&B Hotels \| + 16 s \| \| 3e \| André Greipel \| Allemagne \| Arkéa-Samsic \| + 20 s \| \| 4e \| Youcef Reguigui \| Algérie \| Algérie \| + 21 s \| \| 5e \| Sirak Tesfom \| Érythrée \| Érythrée \| + 26 s \| \| 6e \| Metkel Eyob \| Érythrée \| Érythrée \| + 28 s \| \| 7e \| Didier Munyaneza \| Rwanda \| Rwanda \| + 33 s \| \| 8e \| Daniel Teklehaimanot \| Érythrée \| Érythrée \| + 34 s \| \| 9e \| Henok Mulubrhan \| Érythrée \| Érythrée \| + 37 s \| \| 10e \| Rohan du Plooy \| Afrique du Sud \| ProTouch \| + 38 s \| |                      |                |                          |                  |
| |                      |                |                          |                  |
| |                      |                |                          |                  |
| Classement général |                      |                |                          |                  |
| Coureur | Coureur              | Pays           | Équipe                   | Temps            |
| 1er | Niccolò Bonifazio    | Italie         | Direct Énergie           | 17 h 33 min 24 s |
| 2e | Lorrenzo Manzin      | France         | Vital Concept-B&B Hotels | + 16 s           |
| 3e | André Greipel        | Allemagne      | Arkéa-Samsic             | + 20 s           |
| 4e | Youcef Reguigui      | Algérie        | Algérie                  | + 21 s           |
| 5e | Sirak Tesfom         | Érythrée       | Érythrée                 | + 26 s           |
| 6e | Metkel Eyob          | Érythrée       | Érythrée                 | + 28 s           |
| 7e | Didier Munyaneza     | Rwanda         | Rwanda                   | + 33 s           |
| 8e | Daniel Teklehaimanot | Érythrée       | Érythrée                 | + 34 s           |
| 9e | Henok Mulubrhan      | Érythrée       | Érythrée                 | + 37 s           |
| 10e | Rohan du Plooy       | Afrique du Sud | ProTouch                 | + 38 s           |

### 7eétape
| \| Classement de l'étape \| Classement de l'étape \| Classement de l'étape \| Classement de l'étape \| Classement de l'étape \| \| Coureur \| Coureur \| Pays \| Équipe \| Temps \| \| --------------------- \| ----------------------- \| --------------------- \| --------------------------- \| --------------------- \| \| 1er \| Lorrenzo Manzin \| France \| Vital Concept-B&B Hotels \| 3 h 06 min 01 s \| \| 2e \| André Greipel \| Allemagne \| Arkéa-Samsic \| + 0 s \| \| 3e \| Youcef Reguigui \| Algérie \| Algérie \| + 0 s \| \| 4e \| Biniam Girmay \| Érythrée \| Érythrée \| + 0 s \| \| 5e \| Matteo Pelucchi \| Italie \| Androni Giocattoli-Sidermec \| + 0 s \| \| 6e \| Henok Mulubrhan \| Érythrée \| Érythrée \| + 0 s \| \| 7e \| Niccolò Bonifazio \| Italie \| Direct Énergie \| + 0 s \| \| 8e \| Rohan du Plooy \| Afrique du Sud \| ProTouch \| + 0 s \| \| 9e \| Bonaventure Uwizeyimana \| Rwanda \| Rwanda \| + 0 s \| \| 10e \| Issiaka Cissé \| Côte d'Ivoire \| Côte d'Ivoire \| + 0 s \| |                         |                |                             |                 |
| |                         |                |                             |                 |
| |                         |                |                             |                 |
| Classement de l'étape |                         |                |                             |                 |
| Coureur | Coureur                 | Pays           | Équipe                      | Temps           |
| 1er | Lorrenzo Manzin         | France         | Vital Concept-B&B Hotels    | 3 h 06 min 01 s |
| 2e | André Greipel           | Allemagne      | Arkéa-Samsic                | + 0 s           |
| 3e | Youcef Reguigui         | Algérie        | Algérie                     | + 0 s           |
| 4e | Biniam Girmay           | Érythrée       | Érythrée                    | + 0 s           |
| 5e | Matteo Pelucchi         | Italie         | Androni Giocattoli-Sidermec | + 0 s           |
| 6e | Henok Mulubrhan         | Érythrée       | Érythrée                    | + 0 s           |
| 7e | Niccolò Bonifazio       | Italie         | Direct Énergie              | + 0 s           |
| 8e | Rohan du Plooy          | Afrique du Sud | ProTouch                    | + 0 s           |
| 9e | Bonaventure Uwizeyimana | Rwanda         | Rwanda                      | + 0 s           |
| 10e | Issiaka Cissé           | Côte d'Ivoire  | Côte d'Ivoire               | + 0 s           |

## Classements finals

### Classement général
| \| Classement général \| Classement général \| Classement général \| Classement général \| Classement général \| \| Coureur \| Coureur \| Pays \| Équipe \| Temps \| \| ------------------ \| -------------------- \| ------------------ \| --------------------------- \| ------------------ \| \| 1er \| Niccolò Bonifazio \| Italie \| Direct Énergie \| 20 h 39 min 25 s \| \| 2e \| Lorrenzo Manzin \| France \| Vital Concept-B&B Hotels \| + 6 s \| \| 3e \| André Greipel \| Allemagne \| Arkéa-Samsic \| + 14 s \| \| 4e \| Youcef Reguigui \| Algérie \| Algérie \| + 17 s \| \| 5e \| Sirak Tesfom \| Érythrée \| Érythrée \| + 26 s \| \| 6e \| Metkel Eyob \| Érythrée \| Érythrée \| + 28 s \| \| 7e \| Alessandro Bisolti \| Italie \| Androni Giocattoli-Sidermec \| + 32 s \| \| 8e \| Didier Munyaneza \| Rwanda \| Rwanda \| + 33 s \| \| 9e \| Daniel Teklehaimanot \| Érythrée \| Érythrée \| + 34 s \| \| 10e \| Henok Mulubrhan \| Érythrée \| Érythrée \| + 37 s \| |                      |           |                             |                  |
| |                      |           |                             |                  |
| Source : ProCyclingStats |                      |           |                             |                  |
| Classement général |                      |           |                             |                  |
| Coureur | Coureur              | Pays      | Équipe                      | Temps            |
| 1er | Niccolò Bonifazio    | Italie    | Direct Énergie              | 20 h 39 min 25 s |
| 2e | Lorrenzo Manzin      | France    | Vital Concept-B&B Hotels    | + 6 s            |
| 3e | André Greipel        | Allemagne | Arkéa-Samsic                | + 14 s           |
| 4e | Youcef Reguigui      | Algérie   | Algérie                     | + 17 s           |
| 5e | Sirak Tesfom         | Érythrée  | Érythrée                    | + 26 s           |
| 6e | Metkel Eyob          | Érythrée  | Érythrée                    | + 28 s           |
| 7e | Alessandro Bisolti   | Italie    | Androni Giocattoli-Sidermec | + 32 s           |
| 8e | Didier Munyaneza     | Rwanda    | Rwanda                      | + 33 s           |
| 9e | Daniel Teklehaimanot | Érythrée  | Érythrée                    | + 34 s           |
| 10e | Henok Mulubrhan      | Érythrée  | Érythrée                    | + 37 s           |

### Classements annexes
| Classement par points | Classement par points | Classement par points | Classement par points       | Classement par points |
| Coureur               | Coureur               | Pays                  | Équipe                      | Points                |
| --------------------- | --------------------- | --------------------- | --------------------------- | --------------------- |
| 1er                   | Niccolò Bonifazio     | Italie                | Direct Énergie              | 176 pts               |
| 2e                    | André Greipel         | Allemagne             | Arkéa-Samsic                | 172 pts               |
| 3e                    | Lorrenzo Manzin       | France                | Vital Concept-B&B Hotels    | 169 pts               |
| 4e                    | Youcef Reguigui       | Algérie               | Algérie                     | 169 pts               |
| 5e                    | Andrea Vendrame       | Italie                | Androni Giocattoli-Sidermec | 102 pts               |
| 6e                    | Henok Mulubrhan       | Érythrée              | Érythrée                    | 99 pts                |
| 7e                    | Matteo Pelucchi       | Italie                | Androni Giocattoli-Sidermec | 92 pts                |
| 8e                    | Rohan du Plooy        | Afrique du Sud        | ProTouch                    | 90 pts                |
| 9e                    | Biniam Girmay         | Érythrée              | Érythrée                    | 68 pts                |
| 10e                   | Redwan Ebrahim        | Éthiopie              | Éthiopie                    | 60 pts                |

| Classement par points | Classement par points | Classement par points | Classement par points       | Classement par points |
| Coureur               | Coureur               | Pays                  | Équipe                      | Points                |
| --------------------- | --------------------- | --------------------- | --------------------------- | --------------------- |
| 1er                   | Niccolò Bonifazio     | Italie                | Direct Énergie              | 176 pts               |
| 2e                    | André Greipel         | Allemagne             | Arkéa-Samsic                | 172 pts               |
| 3e                    | Lorrenzo Manzin       | France                | Vital Concept-B&B Hotels    | 169 pts               |
| 4e                    | Youcef Reguigui       | Algérie               | Algérie                     | 169 pts               |
| 5e                    | Andrea Vendrame       | Italie                | Androni Giocattoli-Sidermec | 102 pts               |
| 6e                    | Henok Mulubrhan       | Érythrée              | Érythrée                    | 99 pts                |
| 7e                    | Matteo Pelucchi       | Italie                | Androni Giocattoli-Sidermec | 92 pts                |
| 8e                    | Rohan du Plooy        | Afrique du Sud        | ProTouch                    | 90 pts                |
| 9e                    | Biniam Girmay         | Érythrée              | Érythrée                    | 68 pts                |
| 10e                   | Redwan Ebrahim        | Éthiopie              | Éthiopie                    | 60 pts                |

| Classement de la montagne | Classement de la montagne | Classement de la montagne | Classement de la montagne   | Classement de la montagne |
| Coureur                   | Coureur                   | Pays                      | Équipe                      | Points                    |
| ------------------------- | ------------------------- | ------------------------- | --------------------------- | ------------------------- |
| 1er                       | Sirak Tesfom              | Érythrée                  | Érythrée                    | 21 pts                    |
| 2e                        | Marco Frapporti           | Italie                    | Androni Giocattoli-Sidermec | 18 pts                    |
| 3e                        | Abderrahmane Mansouri     | Algérie                   | Algérie                     | 16 pts                    |
| 4e                        | Samuel Mugisha            | Rwanda                    | Rwanda                      | 12 pts                    |
| 5e                        | Matteo Busato             | Italie                    | Androni Giocattoli-Sidermec | 11 pts                    |
| 6e                        | Didier Munyaneza          | Rwanda                    | Rwanda                      | 11 pts                    |
| 7e                        | Youcef Reguigui           | Algérie                   | Algérie                     | 8 pts                     |
| 8e                        | Jayde Julius              | Afrique du Sud            | ProTouch                    | 8 pts                     |
| 9e                        | Metkel Eyob               | Érythrée                  | Érythrée                    | 7 pts                     |
| 10e                       | Joseph Areruya            | Rwanda                    | Rwanda                      | 7 pts                     |

| Classement de la montagne | Classement de la montagne | Classement de la montagne | Classement de la montagne   | Classement de la montagne |
| Coureur                   | Coureur                   | Pays                      | Équipe                      | Points                    |
| ------------------------- | ------------------------- | ------------------------- | --------------------------- | ------------------------- |
| 1er                       | Sirak Tesfom              | Érythrée                  | Érythrée                    | 21 pts                    |
| 2e                        | Marco Frapporti           | Italie                    | Androni Giocattoli-Sidermec | 18 pts                    |
| 3e                        | Abderrahmane Mansouri     | Algérie                   | Algérie                     | 16 pts                    |
| 4e                        | Samuel Mugisha            | Rwanda                    | Rwanda                      | 12 pts                    |
| 5e                        | Matteo Busato             | Italie                    | Androni Giocattoli-Sidermec | 11 pts                    |
| 6e                        | Didier Munyaneza          | Rwanda                    | Rwanda                      | 11 pts                    |
| 7e                        | Youcef Reguigui           | Algérie                   | Algérie                     | 8 pts                     |
| 8e                        | Jayde Julius              | Afrique du Sud            | ProTouch                    | 8 pts                     |
| 9e                        | Metkel Eyob               | Érythrée                  | Érythrée                    | 7 pts                     |
| 10e                       | Joseph Areruya            | Rwanda                    | Rwanda                      | 7 pts                     |

| Classement du meilleur jeune | Classement du meilleur jeune  | Classement du meilleur jeune | Classement du meilleur jeune | Classement du meilleur jeune |
| Coureur                      | Coureur                       | Pays                         | Équipe                       | Temps                        |
| ---------------------------- | ----------------------------- | ---------------------------- | ---------------------------- | ---------------------------- |
| 1er                          | Didier Munyaneza              | Rwanda                       | Rwanda                       | 20 h 39 min 58 s             |
| 2e                           | Henok Mulubrhan               | Érythrée                     | Érythrée                     | + 4 s                        |
| 3e                           | Samuel Mugisha                | Rwanda                       | Rwanda                       | + 7 s                        |
| 4e                           | Redwan Ebrahim                | Éthiopie                     | Éthiopie                     | + 11 s                       |
| 5e                           | Kibrom Teklebrhan Haylemaryam | Éthiopie                     | Éthiopie                     | + 11 s                       |
| 6e                           | Corentin Ermenault            | France                       | Vital Concept-B&B Hotels     | + 13 s                       |
| 7e                           | Joseph Areruya                | Rwanda                       | Rwanda                       | + 20 s                       |
| 8e                           | Dylan Redy                    | Maurice                      | Maurice                      | + 22 s                       |
| 9e                           | Tamrat Gebrewahd              | Éthiopie                     | Éthiopie                     | + 40 s                       |
| 10e                          | Alexandre Mayer               | Maurice                      | Maurice                      | + 49 s                       |

| Classement du meilleur jeune | Classement du meilleur jeune  | Classement du meilleur jeune | Classement du meilleur jeune | Classement du meilleur jeune |
| Coureur                      | Coureur                       | Pays                         | Équipe                       | Temps                        |
| ---------------------------- | ----------------------------- | ---------------------------- | ---------------------------- | ---------------------------- |
| 1er                          | Didier Munyaneza              | Rwanda                       | Rwanda                       | 20 h 39 min 58 s             |
| 2e                           | Henok Mulubrhan               | Érythrée                     | Érythrée                     | + 4 s                        |
| 3e                           | Samuel Mugisha                | Rwanda                       | Rwanda                       | + 7 s                        |
| 4e                           | Redwan Ebrahim                | Éthiopie                     | Éthiopie                     | + 11 s                       |
| 5e                           | Kibrom Teklebrhan Haylemaryam | Éthiopie                     | Éthiopie                     | + 11 s                       |
| 6e                           | Corentin Ermenault            | France                       | Vital Concept-B&B Hotels     | + 13 s                       |
| 7e                           | Joseph Areruya                | Rwanda                       | Rwanda                       | + 20 s                       |
| 8e                           | Dylan Redy                    | Maurice                      | Maurice                      | + 22 s                       |
| 9e                           | Tamrat Gebrewahd              | Éthiopie                     | Éthiopie                     | + 40 s                       |
| 10e                          | Alexandre Mayer               | Maurice                      | Maurice                      | + 49 s                       |

| Classement par équipes | Classement par équipes      | Classement par équipes | Classement par équipes |
| Équipe                 | Équipe                      | Pays                   | Temps                  |
| ---------------------- | --------------------------- | ---------------------- | ---------------------- |
| 1re                    | Érythrée                    | Érythrée               | 62 h 00 min 15 s       |
| 2e                     | Direct Énergie              | France                 | + 7 s                  |
| 3e                     | Vital Concept-B&B Hotels    | France                 | + 10 s                 |
| 4e                     | Androni Giocattoli-Sidermec | Italie                 | + 11 s                 |
| 5e                     | Rwanda                      | Rwanda                 | + 12 s                 |

| Classement par équipes | Classement par équipes      | Classement par équipes | Classement par équipes |
| Équipe                 | Équipe                      | Pays                   | Temps                  |
| ---------------------- | --------------------------- | ---------------------- | ---------------------- |
| 1re                    | Érythrée                    | Érythrée               | 62 h 00 min 15 s       |
| 2e                     | Direct Énergie              | France                 | + 7 s                  |
| 3e                     | Vital Concept-B&B Hotels    | France                 | + 10 s                 |
| 4e                     | Androni Giocattoli-Sidermec | Italie                 | + 11 s                 |
| 5e                     | Rwanda                      | Rwanda                 | + 12 s                 |

## Classements UCI
La course attribue le même nombre de points pour l'UCI Africa Tour 2019 et le Classement mondial UCI (pour tous les coureurs), avec le barème suivant :
| Position           | 1er | 2e | 3e | 4e | 5e | 6e | 7e | 8e | 9e | 10e | 11e | 12e | 13e à 15e | 16e à 25e |
| Classement général | 125 | 85 | 70 | 60 | 50 | 40 | 35 | 30 | 25 | 20  | 15  | 10  | 5         | 3         |
| Par étapes         | 14  | 5  | 3  |    |    |    |    |    |    |     |     |     |           |           |
| Leader             | 3   |    |    |    |    |    |    |    |    |     |     |     |           |           |

| Classement (Top 10) | Classement (Top 10)  | Classement (Top 10)         | Classement (Top 10) | Classement (Top 10) | Classement (Top 10) | Classement (Top 10) |
| Pos                 | Coureur              | Équipe                      | Général             | Étape               | Leader              | Total               |
| ------------------- | -------------------- | --------------------------- | ------------------- | ------------------- | ------------------- | ------------------- |
| 1                   | Niccolò Bonifazio    | Direct Énergie              | 125                 | 50                  | 18                  | 193                 |
| 2                   | Lorrenzo Manzin      | Vital Concept-B&B Hotels    | 85                  | 39                  | -                   | 124                 |
| 3                   | André Greipel        | Arkéa-Samsic                | 70                  | 27                  | -                   | 97                  |
| 4                   | Youcef Reguigui      | Algérie                     | 60                  | 18                  | -                   | 78                  |
| 5                   | Sirak Tesfom         | Érythrée                    | 50                  | -                   | -                   | 50                  |
| 6                   | Metkel Eyob          | Érythrée                    | 40                  | -                   | -                   | 40                  |
| 7                   | Alessandro Bisolti   | Androni Giocattoli-Sidermec | 35                  | -                   | -                   | 35                  |
| 8                   | Didier Munyaneza     | Rwanda                      | 30                  | -                   | -                   | 30                  |
| 9                   | Daniel Teklehaimanot | Érythrée                    | 25                  | -                   | -                   | 25                  |
| 10                  | Henok Mulubrhan      | Érythrée                    | 20                  | -                   | -                   | 20                  |

## Évolution des classements
| Étape              | Vainqueur          | Classement général | Classement par points | Classement de la montagne | Classement des jeunes | Classement par équipes |
| ------------------ | ------------------ | ------------------ | --------------------- | ------------------------- | --------------------- | ---------------------- |
| 1                  | Niccolò Bonifazio  | Niccolò Bonifazio  | Niccolò Bonifazio     | Sirak Tesfom              | Didier Munyaneza      | Direct Énergie         |
| 2                  | Niccolò Bonifazio  | Niccolò Bonifazio  | Niccolò Bonifazio     | Sirak Tesfom              | Didier Munyaneza      | Direct Énergie         |
| 3                  | Biniam Hailu       | Niccolò Bonifazio  | Niccolò Bonifazio     | Sirak Tesfom              | Didier Munyaneza      | Direct Énergie         |
| 4                  | Lorrenzo Manzin    | Niccolò Bonifazio  | Niccolò Bonifazio     | Sirak Tesfom              | Didier Munyaneza      | Érythrée               |
| 5                  | Niccolò Bonifazio  | Niccolò Bonifazio  | Niccolò Bonifazio     | Sirak Tesfom              | Didier Munyaneza      | Érythrée               |
| 6                  | André Greipel      | Niccolò Bonifazio  | Niccolò Bonifazio     | Sirak Tesfom              | Didier Munyaneza      | Érythrée               |
| 7                  | Lorrenzo Manzin    | Niccolò Bonifazio  | Niccolò Bonifazio     | Sirak Tesfom              | Didier Munyaneza      | Érythrée               |
| Classements finals | Classements finals | Niccolò Bonifazio  | Niccolò Bonifazio     | Sirak Tesfom              | Didier Munyaneza      | Érythrée               |

## Liste des participants
| Rwanda RWA | Rwanda RWA              | Rwanda RWA |
| ---------- | ----------------------- | ---------- |
| Num        | Coureur                 | Pos        |
| 1          | Joseph Areruya          | 21e        |
| 2          | Jean Claude Uwizeye     | 36e        |
| 3          | Didier Munyaneza        | 8e         |
| 4          | Samuel Mugisha          | 15e        |
| 5          | Bonaventure Uwizeyimana | 29e        |
| 6          | Yves Nkurunziza         | 48e        |

| Direct Énergie TDE | Direct Énergie TDE      | Direct Énergie TDE |
| ------------------ | ----------------------- | ------------------ |
| Num                | Coureur                 | Pos                |
| 11                 | Yohann Gène (FRA)       | 55e                |
| 12                 | Niccolò Bonifazio (ITA) | 1er                |
| 13                 | Damien Gaudin (FRA)     | 13e                |
| 14                 | Axel Journiaux (FRA)    | 67e                |
| 15                 | Adrien Petit (FRA)      | 19e                |
| 16                 | Alexandre Pichot (FRA)  | 45e                |

| Érythrée ERI | Érythrée ERI         | Érythrée ERI |
| ------------ | -------------------- | ------------ |
| Num          | Coureur              | Pos          |
| 21           | Daniel Teklehaimanot | 9e           |
| 22           | Metkel Eyob          | 6e           |
| 23           | Biniam Girmay        | 72e          |
| 24           | Aron Debretsion      | 24e          |
| 25           | Henok Mulubrhan      | 10e          |
| 26           | Sirak Tesfom         | 5e           |

| Arkéa-Samsic PCB | Arkéa-Samsic PCB     | Arkéa-Samsic PCB |
| ---------------- | -------------------- | ---------------- |
| Num              | Coureur              | Pos              |
| 31               | André Greipel (GER)  | 3e               |
| 32               | Maxime Daniel (FRA)  | 31e              |
| 33               | Brice Feillu (FRA)   | 42e              |
| 34               | Romain Le Roux (FRA) | 47e              |
| 35               | Laurent Pichon (FRA) | 28e              |
| 36               | Alan Riou (FRA)      | 53e              |

| Éthiopie ETH | Éthiopie ETH                  | Éthiopie ETH |
| ------------ | ----------------------------- | ------------ |
| Num          | Coureur                       | Pos          |
| 41           | Temesgen Buru                 | 26e          |
| 42           | Redwan Ebrahim                | 17e          |
| 43           | Tamrat Gebrewahd              | 25e          |
| 44           | Fiseha Gebremariam            | 50e          |
| 45           | Tedros Redae                  | 64e          |
| 46           | Kibrom Teklebrhan Haylemaryam | 18e          |

| Androni Giocattoli-Sidermec ANS | Androni Giocattoli-Sidermec ANS | Androni Giocattoli-Sidermec ANS |
| ------------------------------- | ------------------------------- | ------------------------------- |
| Num                             | Coureur                         | Pos                             |
| 51                              | Alessandro Bisolti (ITA)        | 7e                              |
| 52                              | Matteo Busato (ITA)             | 32e                             |
| 53                              | Marco Frapporti (ITA)           | 44e                             |
| 54                              | Matteo Pelucchi (ITA)           | 75e                             |
| 55                              | Matteo Spreafico (ITA)          | DQ-2                            |
| 56                              | Andrea Vendrame (ITA)           | 14e                             |

| Maroc MAR | Maroc MAR       | Maroc MAR |
| --------- | --------------- | --------- |
| Num       | Coureur         | Pos       |
| 61        | Lahcen Sabbehi  | 37e       |
| 62        | Nabil Maarouf   | 60e       |
| 63        | Youssef Bdadou  | 35e       |
| 64        | Yassine Berjali | AB-6      |
| 65        | Hichame Akkaoui | 71e       |
| 66        | Mohamed Tamasna | 62e       |

| ProTouch PRO | ProTouch PRO          | ProTouch PRO |
| ------------ | --------------------- | ------------ |
| Num          | Coureur               | Pos          |
| 71           | Mitchell Eliot (RSA)  | 63e          |
| 72           | Reynard Butler (RSA)  | NP-3         |
| 73           | Songezo Jim (RSA)     | 33e          |
| 74           | Jayde Julius (RSA)    | 61e          |
| 75           | Rohan du Plooy (RSA)  | 11e          |
| 76           | Pieter Seyffert (RSA) | 79e          |

| Algérie ALG | Algérie ALG             | Algérie ALG |
| ----------- | ----------------------- | ----------- |
| Num         | Coureur                 | Pos         |
| 81          | Youcef Reguigui         | 4e          |
| 82          | Abderrahmane Bechlaghem | AB-2        |
| 83          | Abdellah Ben Youcef     | 56e         |
| 84          | Abderrahmane Hamza      | AB-4        |
| 85          | Azzedine Lagab          | 30e         |
| 86          | Abderrahmane Mansouri   | 59e         |

| Vital Concept-B&B Hotels VCB | Vital Concept-B&B Hotels VCB | Vital Concept-B&B Hotels VCB |
| ---------------------------- | ---------------------------- | ---------------------------- |
| Num                          | Coureur                      | Pos                          |
| 91                           | Lorrenzo Manzin (FRA)        | 2e                           |
| 92                           | Maxime Cam (FRA)             | 16e                          |
| 93                           | Corentin Ermenault (FRA)     | 20e                          |
| 94                           | Marc Fournier (FRA)          | 58e                          |
| 95                           | Jérémy Lecroq (FRA)          | 54e                          |
| 96                           | Justin Mottier (FRA)         | 34e                          |

| Gabon GAB | Gabon GAB              | Gabon GAB |
| --------- | ---------------------- | --------- |
| Num       | Coureur                | Pos       |
| 101       | Geoffroy Ngandamba     | 43e       |
| 102       | Ephrem Ekobena         | HD-2      |
| 103       | Glenn Morvan Moulengui | 68e       |
| 104       | Cédric Tchouta         | 77e       |
| 105       | Léris Moukagni         | HD-2      |
| 106       | Paul Junior Maroga     | HD-2      |

| Maurice MRI | Maurice MRI                | Maurice MRI |
| ----------- | -------------------------- | ----------- |
| Num         | Coureur                    | Pos         |
| 111         | Olivier Le Court de Billot | 38e         |
| 112         | Dylan Redy                 | 23e         |
| 113         | Fidzerald Rabaye           | 57e         |
| 114         | Alexandre Mayer            | 27e         |
| 115         | Grégory Lagane             | 65e         |
| 116         | Matthew How Saw Keng       | 22e         |

| Côte d'Ivoire CIV | Côte d'Ivoire CIV      | Côte d'Ivoire CIV |
| ----------------- | ---------------------- | ----------------- |
| Num               | Coureur                | Pos               |
| 121               | Issiaka Cissé          | 12e               |
| 122               | Kouamé Antoine Kouadio | HD-2              |
| 123               | Abou Sanogo            | 70e               |
| 124               | Konan Daniel Assaholin | AB-2              |
| 125               | Souleymane Traoré      | 73e               |
| 126               | Bassirou Konté         | 80e               |

| Cameroun CMR | Cameroun CMR     | Cameroun CMR |
| ------------ | ---------------- | ------------ |
| Num          | Coureur          | Pos          |
| 131          | Clovis Kamzong   | 41e          |
| 132          | Michel Tientcheu | 69e          |
| 133          | Artuce Tella     | 74e          |
| 134          | Robert Fosing    | 40e          |
| 135          | Yannick Nanko    | 66e          |
| 136          | Rodrigue Nounawe | 78e          |

| Burkina Faso BUR | Burkina Faso BUR    | Burkina Faso BUR |
| ---------------- | ------------------- | ---------------- |
| Num              | Coureur             | Pos              |
| 141              | Abdoul Aziz Nikiéma | 76e              |
| 142              | Mathias Sorgho      | 46e              |
| 143              | Seydou Bamogo       | 49e              |
| 144              | Salifou Yerbanga    | 51e              |
| 145              | Paul Daumont        | 39e              |
| 146              | Souleymane Koné     | 52e              |

| Rwanda RWA | Rwanda RWA              | Rwanda RWA |
| ---------- | ----------------------- | ---------- |
| Num        | Coureur                 | Pos        |
| 1          | Joseph Areruya          | 21e        |
| 2          | Jean Claude Uwizeye     | 36e        |
| 3          | Didier Munyaneza        | 8e         |
| 4          | Samuel Mugisha          | 15e        |
| 5          | Bonaventure Uwizeyimana | 29e        |
| 6          | Yves Nkurunziza         | 48e        |

| Direct Énergie TDE | Direct Énergie TDE      | Direct Énergie TDE |
| ------------------ | ----------------------- | ------------------ |
| Num                | Coureur                 | Pos                |
| 11                 | Yohann Gène (FRA)       | 55e                |
| 12                 | Niccolò Bonifazio (ITA) | 1er                |
| 13                 | Damien Gaudin (FRA)     | 13e                |
| 14                 | Axel Journiaux (FRA)    | 67e                |
| 15                 | Adrien Petit (FRA)      | 19e                |
| 16                 | Alexandre Pichot (FRA)  | 45e                |

| Érythrée ERI | Érythrée ERI         | Érythrée ERI |
| ------------ | -------------------- | ------------ |
| Num          | Coureur              | Pos          |
| 21           | Daniel Teklehaimanot | 9e           |
| 22           | Metkel Eyob          | 6e           |
| 23           | Biniam Girmay        | 72e          |
| 24           | Aron Debretsion      | 24e          |
| 25           | Henok Mulubrhan      | 10e          |
| 26           | Sirak Tesfom         | 5e           |

| Arkéa-Samsic PCB | Arkéa-Samsic PCB     | Arkéa-Samsic PCB |
| ---------------- | -------------------- | ---------------- |
| Num              | Coureur              | Pos              |
| 31               | André Greipel (GER)  | 3e               |
| 32               | Maxime Daniel (FRA)  | 31e              |
| 33               | Brice Feillu (FRA)   | 42e              |
| 34               | Romain Le Roux (FRA) | 47e              |
| 35               | Laurent Pichon (FRA) | 28e              |
| 36               | Alan Riou (FRA)      | 53e              |

| Éthiopie ETH | Éthiopie ETH                  | Éthiopie ETH |
| ------------ | ----------------------------- | ------------ |
| Num          | Coureur                       | Pos          |
| 41           | Temesgen Buru                 | 26e          |
| 42           | Redwan Ebrahim                | 17e          |
| 43           | Tamrat Gebrewahd              | 25e          |
| 44           | Fiseha Gebremariam            | 50e          |
| 45           | Tedros Redae                  | 64e          |
| 46           | Kibrom Teklebrhan Haylemaryam | 18e          |

| Androni Giocattoli-Sidermec ANS | Androni Giocattoli-Sidermec ANS | Androni Giocattoli-Sidermec ANS |
| ------------------------------- | ------------------------------- | ------------------------------- |
| Num                             | Coureur                         | Pos                             |
| 51                              | Alessandro Bisolti (ITA)        | 7e                              |
| 52                              | Matteo Busato (ITA)             | 32e                             |
| 53                              | Marco Frapporti (ITA)           | 44e                             |
| 54                              | Matteo Pelucchi (ITA)           | 75e                             |
| 55                              | Matteo Spreafico (ITA)          | DQ-2                            |
| 56                              | Andrea Vendrame (ITA)           | 14e                             |

| Maroc MAR | Maroc MAR       | Maroc MAR |
| --------- | --------------- | --------- |
| Num       | Coureur         | Pos       |
| 61        | Lahcen Sabbehi  | 37e       |
| 62        | Nabil Maarouf   | 60e       |
| 63        | Youssef Bdadou  | 35e       |
| 64        | Yassine Berjali | AB-6      |
| 65        | Hichame Akkaoui | 71e       |
| 66        | Mohamed Tamasna | 62e       |

| ProTouch PRO | ProTouch PRO          | ProTouch PRO |
| ------------ | --------------------- | ------------ |
| Num          | Coureur               | Pos          |
| 71           | Mitchell Eliot (RSA)  | 63e          |
| 72           | Reynard Butler (RSA)  | NP-3         |
| 73           | Songezo Jim (RSA)     | 33e          |
| 74           | Jayde Julius (RSA)    | 61e          |
| 75           | Rohan du Plooy (RSA)  | 11e          |
| 76           | Pieter Seyffert (RSA) | 79e          |

| Algérie ALG | Algérie ALG             | Algérie ALG |
| ----------- | ----------------------- | ----------- |
| Num         | Coureur                 | Pos         |
| 81          | Youcef Reguigui         | 4e          |
| 82          | Abderrahmane Bechlaghem | AB-2        |
| 83          | Abdellah Ben Youcef     | 56e         |
| 84          | Abderrahmane Hamza      | AB-4        |
| 85          | Azzedine Lagab          | 30e         |
| 86          | Abderrahmane Mansouri   | 59e         |

| Vital Concept-B&B Hotels VCB | Vital Concept-B&B Hotels VCB | Vital Concept-B&B Hotels VCB |
| ---------------------------- | ---------------------------- | ---------------------------- |
| Num                          | Coureur                      | Pos                          |
| 91                           | Lorrenzo Manzin (FRA)        | 2e                           |
| 92                           | Maxime Cam (FRA)             | 16e                          |
| 93                           | Corentin Ermenault (FRA)     | 20e                          |
| 94                           | Marc Fournier (FRA)          | 58e                          |
| 95                           | Jérémy Lecroq (FRA)          | 54e                          |
| 96                           | Justin Mottier (FRA)         | 34e                          |

| Gabon GAB | Gabon GAB              | Gabon GAB |
| --------- | ---------------------- | --------- |
| Num       | Coureur                | Pos       |
| 101       | Geoffroy Ngandamba     | 43e       |
| 102       | Ephrem Ekobena         | HD-2      |
| 103       | Glenn Morvan Moulengui | 68e       |
| 104       | Cédric Tchouta         | 77e       |
| 105       | Léris Moukagni         | HD-2      |
| 106       | Paul Junior Maroga     | HD-2      |

| Maurice MRI | Maurice MRI                | Maurice MRI |
| ----------- | -------------------------- | ----------- |
| Num         | Coureur                    | Pos         |
| 111         | Olivier Le Court de Billot | 38e         |
| 112         | Dylan Redy                 | 23e         |
| 113         | Fidzerald Rabaye           | 57e         |
| 114         | Alexandre Mayer            | 27e         |
| 115         | Grégory Lagane             | 65e         |
| 116         | Matthew How Saw Keng       | 22e         |

| Côte d'Ivoire CIV | Côte d'Ivoire CIV      | Côte d'Ivoire CIV |
| ----------------- | ---------------------- | ----------------- |
| Num               | Coureur                | Pos               |
| 121               | Issiaka Cissé          | 12e               |
| 122               | Kouamé Antoine Kouadio | HD-2              |
| 123               | Abou Sanogo            | 70e               |
| 124               | Konan Daniel Assaholin | AB-2              |
| 125               | Souleymane Traoré      | 73e               |
| 126               | Bassirou Konté         | 80e               |

| Cameroun CMR | Cameroun CMR     | Cameroun CMR |
| ------------ | ---------------- | ------------ |
| Num          | Coureur          | Pos          |
| 131          | Clovis Kamzong   | 41e          |
| 132          | Michel Tientcheu | 69e          |
| 133          | Artuce Tella     | 74e          |
| 134          | Robert Fosing    | 40e          |
| 135          | Yannick Nanko    | 66e          |
| 136          | Rodrigue Nounawe | 78e          |

| Burkina Faso BUR | Burkina Faso BUR    | Burkina Faso BUR |
| ---------------- | ------------------- | ---------------- |
| Num              | Coureur             | Pos              |
| 141              | Abdoul Aziz Nikiéma | 76e              |
| 142              | Mathias Sorgho      | 46e              |
| 143              | Seydou Bamogo       | 49e              |
| 144              | Salifou Yerbanga    | 51e              |
| 145              | Paul Daumont        | 39e              |
| 146              | Souleymane Koné     | 52e              |